# Kamillaolaj

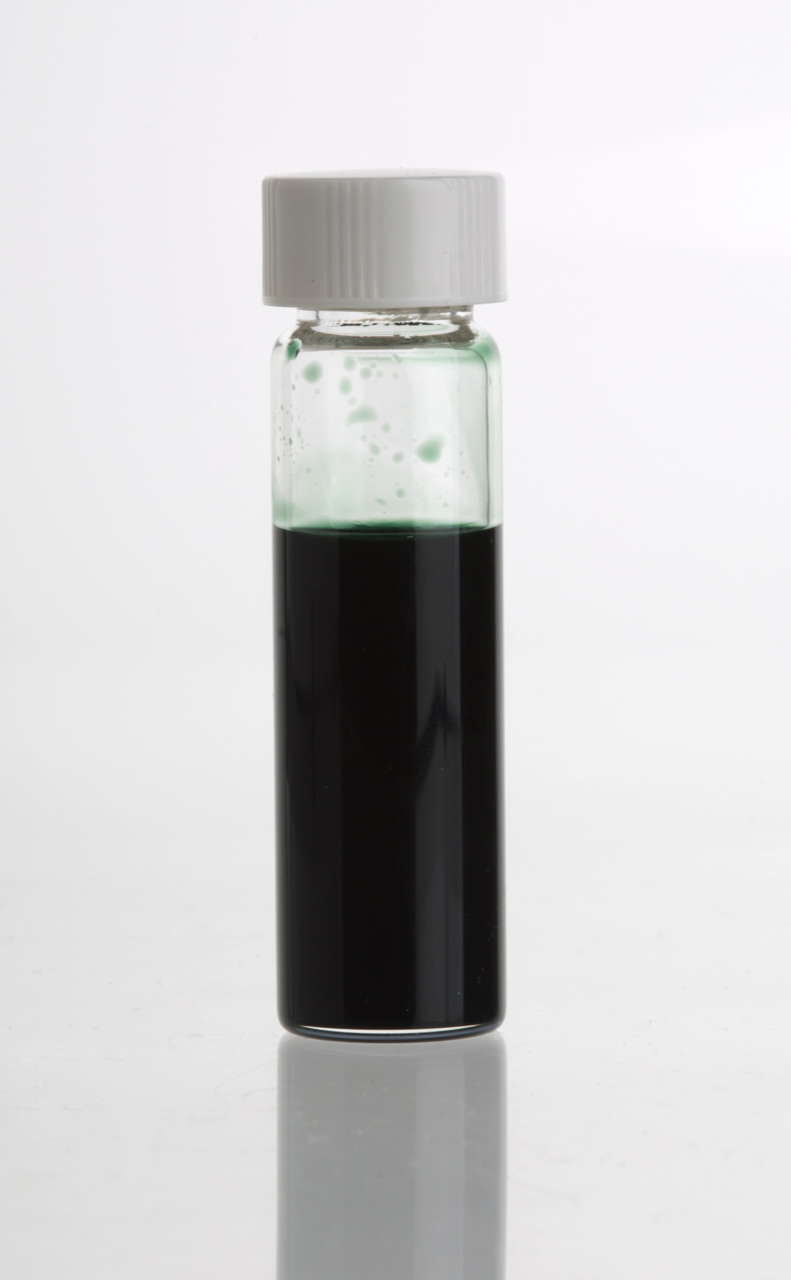
A német kamilla (Matricaria chamomilla) illóolaja

A kamillaolaj az őszirózsafélék (Asteraceae) növénycsaládba tartozó, egyes fajokból nyert illóolajok összefoglaló neve. Színe legtöbb esetben kék, de a kamazulén hiánya esetén sárga szín is előfordulhat. A kamillaolajat általában a német kamillából nyerik, de vonnak ki olajat római kamillából, vagy akár marokkói kamillából is. Ezen olajok eltérő összetétellel és tulajdonságokkal rendelkezhetnek, így megkülönböztetésük indokolt. Emiatt a kereskedelmi forgalomban kapható kamillaolajok csomagolásán gyakran feltüntetik, hogy melyik növényfajból származnak.
A kamillaolajat felhasználják az élelmiszeriparban, a kozmetikai iparban, az illatszeriparban és a gyógyszeriparban.
Néhány fontosabb növényfaj, amelyből kamillaolajat állítanak elő:
- kamilla, más néven orvosi székfű, német kamilla (latin nevei, szinonímái: Matricaria chamomilla, Chamomilla recutita, Matricaria recutita, Chamomilla chamomilla)
- római kamilla, más néven római székfű, olasz székfű, álszikfű, nemes pipitér (latin nevei, szinonímái: Chamaemelum nobile, Anthemis nobilis)
- marokkói kamilla (latin nevei, szinonímái: Cladanthus mixtus, Anthemis mixta, Chamaemelum mixtum, Ormenis mixta, Ormenis multicaulis)

A német kamillából nyert illóolaj a VIII. Magyar Gyógyszerkönyvben Matricariae aetheroleum néven hivatalos. A római kamilla és a marokkói kamilla illóolajáról nem tesz említést a Magyar Gyógyszerkönyv.
A német kamilla és a római kamilla illóolaja szerepel az FDA által GRAS minősítéssel ellátott tételek listáján.

## Korai írásos feljegyzések
A kamilla kék olajáról szóló, első írásos emlék a középkor végéről, 1488-ból származik Saladin von Asculum tollából, majd nem sokkal később, 1500-ban Hieronymus Brunschwig is megemlíti, leírást adva a kamilla illóolajának desztillációjáról. 1586-ban már a konvulzió gyógyítására alkalmas szerként számol be róla Pietro Andrea Mattioli.
A gyógyszerkönyvek közül a Matricaria chamomilla illóolajáról az első említést a svájci Pharmacopoeia Helvetica harmadik kiadása teszi 1893-ban. A Chamaemelum nobile illóolaja csak később, 1953-ban kerül be a belga Pharmacopée Belge ötödik kiadásába.

## Tulajdonságai

### Matricaria chamomilla
Az Európai Gyógyszerkönyv (melyhez a Magyar Gyógyszerkönyv is igazodik) 10. kiadása szerint a német kamilla illóolaja tiszta, intenzív kék színnel rendelkező, viszkózus folyadék, melyet vízgőz-desztillációval nyernek a Matricaria chamomilla friss vagy szárított virágzatából, illetve virágzó hajtásvégéből. Intenzív, jellegzetes illata van.
A Food Chemicals Codex 9. kiadása szerint a német kamillából nyert illóolaj mélykék vagy zöldeskék színű folyadék, mely erős, jellegzetes illattal, és keserű, aromás ízzel rendelkezik. Fény vagy levegő hatására a kék szín zöldre, majd végül barnára vált. Hűtésre sűrűn folyóvá, viszkózussá válik. A német kamilla illóolaja oldódik a legtöbb természetes olajban és propilénglikolban. Ásványi olajokban és glicerinben oldhatatlan.
A Flavor Ingredients leírása alapján jellegzetes, intenzíven édes, fűszeres, kumarinszerű illata van.
A növény betakarítása és a kamillaolaj kinyerése között eltelt idő, illetve a hőmérséklet függvényében a kapott illóolaj veszíthet a minőségéből és a mennyiségéből. Ez vonatkozik a szárított kamillára is, melyből kevesebb illóolaj vonható ki a frisshez képest, miközben az olaj minősége is gyengébb lesz. Hosszabb idejű tárolás során a kinyert olaj fokozatosan oxidálódik és polimerizálódik, mely kedvezőtlenül hat a tulajdonságaira. Ennek a degradációnak szemmel látható jele a kék színének zöldeskékre, majd barnára változása lehet. Tárolását emiatt célszerű fénytől, hőtől, levegőtől védett helyen biztosítani.
Az olaj kék színét a benne lévő egyik komponens, a kamazulén adja. E vegyület eredetileg nincs jelen a kamilla növényrészeiben, hanem desztilláció során keletkezik előanyagából, a matricinből. A folyamat során a matricin a laktongyűrű felnyílásával először kamazulén-karbonsavvá, majd dekarboxilációval kamazulénné alakul. Kamazulén hiányában az olaj nem vesz fel kék színt. Ezt támasztják alá azok a megfigyelések is, ahol kamazuléntól mentes kemotípusú növényből állítottak elő illóolajat, és az így kapott folyadék sárga színű volt. Egy másik tanulmányban desztilláció helyett SCFE-eljárással vonták ki a kamilla illóolaját, emiatt a matricin nem alakult át kamazulénné, a kapott olaj színe pedig szintén sárga volt.

### Chamaemelum nobile
A Food Chemicals Codex (9. kiadás) leírása alapján a római kamillából származó illóolaj vízgőz-desztillációval nyert folyadék, melynek szaga erős és fűszeres. Világoskék vagy világos zöldeskék színe van, mely később zöldessárgára vagy sárgásbarnára változhat. Oldódik a legtöbb természetes olajban és ásványi olajban. Propilénglikolban is oldódik, de elegyük zavaros, ködös lesz. Glicerinben oldhatatlan.
Erős, aromás szag jellemzi, amely kifejezetten terjengős. Ízre némileg keserű, vegyszer- vagy gyógyszerszerű, de leírják gyümölcsösnek és fűszeresnek is. Kis koncentrációban (0,001%-os hígításban) íze édesnek, virágosnak, fűszeresnek érzékelhető, mely mellé meleg, zöld teás árnyalat társul.

## Összetétele

### Matricaria chamomilla
A német kamilla illóolaját főképp monoterpének, szeszkviterpének és oxigéntartalmú terpenoidok csoportjába tartozó vegyületek alkotják, melyek között az α-bizabolol, az α-bizabolol-oxid A, az α-bizabolol-oxid B és a kamazulén fordul elő leggyakrabban.
Az Európai Gyógyszerkönyv a Matricaria chamomilla illóolajának két típusát különbözteti meg: az egyik bizabolol-oxidokban, a másik pedig (−)-α-bizabololban gazdag. Ez azonban nem jelenti azt, hogy a növénynek csak ilyen kemotípusai léteznek. Heinz Schilcher 1973-ban négy kémiai típusba sorolta az orvosi székfüvet a kinyert illóolajban található vegyületek aránya alapján. Később C. Franz és munkatársai három, W. Hörn és munkatársai pedig öt kemotípust különböztettek meg.
Az illóolajok vizsgálatánál számos esetben megfigyelték, hogy bizonyos vegyületek csak az olaj kinyerése során keletkeznek, vagyis az élő növény eredetileg nem tartalmazza az adott anyagot, vagy ha tartalmazza, akkor csak kisebb mennyiségben. A német kamilla esetében sincs ez másképp, hiszen ismert, hogy az illóolajában található kamazulén a matricin átalakulásával képződik desztilláció során.
A keverékekben előforduló hőérzékeny vegyületek megállapított aránya függhet a műszeres analízis körülményeitől és az adatok értelmezésétől is. Mivel a kamillaolaj tartalmazhat hőre bomló spiroétereket, ezért az összetevőinek megállapítása körültekintést igényel. A mérési nehézségek okaiként egyfelől a koelúciót, másrészről a bekövetkező szerkezeti változásokat említik, amelyek a gázkromatográfiás technika használata során előforduló magas hőmérsékletből adódhatnak. Emiatt a spiroéterek észlelt aránya nagyban eltérhet a gázkromatográfiás és a folyadékkromatográfiás mérésekben. Spiroéterek esetén több publikációban is a HPLC-s eljárást részesítették előnyben gázkromatográfia helyett, a fent megjelölt nehezítő körülmények miatt.
Az egyik kutatásban összevetették a német kamillából desztillációval nyert illóolaj összetevőit az élő kamillavirágok illatmolekuláival, vagyis a növényből párolgó illóolajjal. Ennek során nagy különbségeket tapasztaltak a bizabolol-oxid A (57,68 és 0,17%), a kamazulén (23,35 és 0%), a p-cimén (0,07 és 22,23%), és a β-szelinén (0 és 15,97%) koncentrációjában.
Gosztola Beáta és munkatársai 2007-ben megjelent tanulmányukban a magyarországi kamillapopulációkat vizsgálva megállapították, hogy a hortobágyi populációk illóolajában magas volt a bizabolol-oxid A (34-43%) és a kamazulén (7-15%) aránya, míg a tiszántúliaknál az α-bizabolol-tartalom (45-58%) volt magas.
| származási hely                        | növényi rész                           | populáció jellege | műszeres analízis típusa | a kinyert olaj főbb összetevői |
| -------------------------------------- | -------------------------------------- | ----------------- | ------------------------ | --- |
| Brazília (Campo Largo község)          | friss virágfejek                       | vadon termő       | GC-FID                   | bizabolol-oxid B (24,5%), bizabolol-oxid A (16,2%), α-bizabolol (12,4%), kamazulén (10,9%), kariofillén (5,8%), bizabolon-oxid (3,3%)                                                                           |
| Etiópia (Ankober körzet)               | szárított virágfejek                   | vadon termő       | GC-MS                    | α-bizabolol-oxid B (51,43%), kamazulén/azulén (17,69%), en-in-dicikloéter (10,84%), transz-β-farnezén (6,95%), α-bizabolol (4,14%), limonén (3,30%)                                                             |
| Észtország (Tartui Egyetem)            | szárított virágzat                     | termesztett       | GC-FID + GC-MS           | bizabolol-oxid A (39,4%), bizabolon-oxid A (13,9%), (Z)-en-in-dicikloéter (11,5%), bizabolol-oxid B (9,9%), α-bizabolol (5,6%), kamazulén (4,7%)                                                                |
| Görögország (Attika)                   | szárított virágok                      | vadon termő       | GC-FID + GC-MS           | (E)-β-farnezén (21,2%), bizabolon-oxid A (5,6%), α-pinén (4,7%), kámfor (4,4%), β-pinén (3,7%), nonanal (3,0%), γ-terpinén (2,4%), szulkaton (2,4%), β-elemén (2,3%), germakrén B (2,3%), kamfén (2,0%)         |
| India (Palampur)                       | föld feletti részek, nagyrészt virágok | termesztett       | GC-FID + GC-MS           | α-bizabolol-oxid A (25,0%), α-bizabolol-oxid B (17,0%), α-bizabolon-oxid A (7,3%), (E)-β-farnezén (7,2%), kamazulén (6,8%), α-bizabolol (6,2%), (Z)-spiroéter (6,0%)                                            |
| Irán (Iszfahán tartomány)              | szárított virágok                      | vadon termő       | GC-MS                    | α-bizabolol-oxid A (43,8%), β-bizabolén (19,6%), α-bizabolon-oxid A (13,6%), α-bizabolol-oxid B (3,8%), spatulenol (3,4%), (E,E)-α-farnezén (3,1%)                                                              |
| Magyarország (Hortobágyi Nemzeti Park) | virágok                                | vadon termő       | GC + GC-MS               | (−)-α-bizabolol (24,00%), bizabolol-oxid B (20,42%), bizabolol-oxid A (11,24%), transz-β-farnezén (11,07%), kamazulén (9,31%), cisz-spiroéter (4,28%)                                                           |
| Magyarország (Szabadkígyós)            | virágok                                | vadon termő       | GC + GC-MS               | (−)-α-bizabolol (41,54%), transz-β-farnezén (15,28%), kamazulén (8,71%), cisz-spiroéter (6,05%), germakrén D (5,78%), α-kadinén (3,75%), transz-spiroéter (3,70%), bizabolol-oxid B (3,61%)                     |
| Magyarország (Szabadkígyós)            | szár és levelek                        | vadon termő       | GC + GC-MS               | α-farnezén (27,52%), transz-β-farnezén (8,42%), germakrén D (2,51%) |
| Magyarország (Szabadkígyós)            | gyökérzet                              | vadon termő       | GC + GC-MS               | transz-β-farnezén (33,57%), geranil-izovalerát (9,63%), berkheyaradulén (4,17%) |
| Németország (Holzminden környéke)      | friss virágok                          | vadon termő       | GC-MS                    | bizabolol-oxid A (57,68%), kamazulén (23,35%), bizabolol-oxid B (4,35%), bizabolon-oxid A (4,10%), (E)-β-farnezén (2,92%)                                                                                       |
| Nepál (Bara körzet)                    | szárított, föld feletti részek         | vadon termő       | GC + GC-MS               | (E)-β-farnezén (42,21%), α-bizabolol-oxid A (22,27%), (E,E)-α-farnezén (8,33%), cisz-bicikloéter (4,96%), α-bizabolol-oxid B (4,49%), α-bizabolon-oxid A (3,95%), germakrén D (3,41%), biciklogermakrén (3,16%) |
| Románia                                | friss virágok                          | vadon termő       | GC-MS                    | bizabolol-oxid A (70,21%), β-farnezén (6,47%), α-bizabolol-oxid B (6,22%), cisz-lanceol (5,07%) |
| Szerbia (Pancsova)                     | szárított, föld feletti részek         | vadon termő       | GC-FID + GC-MS           | transz-β-farnezén (43,5%), bizabolol-oxid B (9,0%), bizabolol-oxid A (8,5%), transz-γ-bizabolén (8,5%), bizabolon-oxid (6,0%), kamazulén (5,6%), biciklogermakrén (5,2%)                                        |
| Szlovákia (Újlubló)                    | szárított virágfejek                   | termesztett       | GC-FID                   | (−)-α-bizabolol (36,3%), (E)-β-farnezén (23,2%), kamazulén (15,7%), (−)-α-bizabolol-oxid A (8,7%), (−)-α-bizabolol-oxid B (8,4%), en-in-dicikloéter (4,5%)                                                      |
| Szlovákia (Újlubló)                    | szárított virágfejek                   | termesztett       | HPLC                     | en-in-dicikloéter (31,9%), (−)-α-bizabolol (21,1%), kamazulén (13,7%), (E)-β-farnezén (12,1%), (−)-α-bizabolol-oxid A (7,3%), (−)-α-bizabolol-oxid B (5,4%)                                                     |

### Chamaemelum nobile
A római kamilla illóolaja nagy arányban tartalmaz alacsony molekulatömegű észtereket, főképp angelátokat és tiglátokat, melyek az angelikasav és a tiglinsav észterei. Ezen kívül megtalálhatók benne egyéb, rövid szénláncú alifás észterek, illetve kis arányban monoterpének és terpenoidok. A források egy része külön megemlíti a kamazulént is összetevőként, bár a műszeres elemzések nagyobb részében ezt a vegyületet nem mutatták ki.
A német kamilla esetében megemlített, illatmolekulák és illóolaj közötti különbségeket felderítő kutatás a római kamilla vizsgálatára is kiterjedt. Ennek során a római kamillából desztillációval kinyert illóolajat hasonlították össze az élő növényből párolgó illatanyaggal. Ezúttal is mutatkoztak különbségek az összetételükben, de mértékük kisebb volt, mint a német kamilla esetében. Az izobutil-angelát (4,03 és 28,52%), a 2-metilbutil-angelát (0 és 15,01%), a 3-metilpentil-angelát (22,69 és 10,61%), és a 3-metilpentil-izobutirát (12,54 és 2,14%) koncentrációjánál mutatták ki a legnagyobb eltérést.
| származási hely                | növényi rész               | populáció jellege | műszeres analízis típusa | a kinyert olaj főbb összetevői |
| ------------------------------ | -------------------------- | ----------------- | ------------------------ | --- |
| Algéria (Kaszentína tartomány) | friss, föld feletti részek | vadon termő       | GC + GC-MS               | 3-metil-2-butén-1-il-ciklopropánkarboxilát (29,3%), vinil-2,2-dimetilbutanoát (24,2%), glicidil-metakrilát (9,9%), 2-metilbutil-2-metilbutirát (9,1%), izobutil-izobutirát (7,8%), 3,3,4-trimetilhexán (6,2%)                                                                       |
| Irán (Sustar)                  | virágzat                   | vadon termő       | GC-MS                    | kamazulén (27,80%), β-pinén (7,93%), 1,8-cineol (7,51%), α-pinén (5,94%), α-bizabolol (5,76%), terpinén-4-ol (3,71%), α-terpineol (3,02%) |
| Marokkó (Fez környéke)         | szárított virágok          | vadon termő       | GC-MS                    | en-in-dicikloéter (20,90%), β-kariofillén (19,17%), arisztolén-epoxid (7,39%), germakrén D (3,63%), (E)-en-in-dicikloéter (3,37%) |
| Németország (Holzminden)       | friss virágok              | termesztett       | GC-MS                    | 3-metilpentil-angelát (22,69%), izoamil-angelát (17,54%), 2-metil-2-propenil-angelát (13,14%), 3-metilpentil-izobutirát (12,54%), transz-pinokarveol (4,36%), izobutil-angelát (4,03%), izoamil-izobutirát (3,13%)                                                                  |
| Szlovákia (Nyitra)             | szárított virágok          | vadon termő       | GC-FID + GC-MS           | izobutil-angelát (21,6%), 2-metilbutil-angelát (14,4%), 2-metil-2-propenil-angelát (9,1%), 3-metilamil-angelát (8,4%), izoamil-angelát (5,5%), 2-metilbutil-izobutirát (5,2%), (E)-2-metil-2-butenil-izobutirát (5,1%), 3-metilpentil-izobutirát (4,7%), izobutil-izobutirát (3,6%) |

## Felhasználása

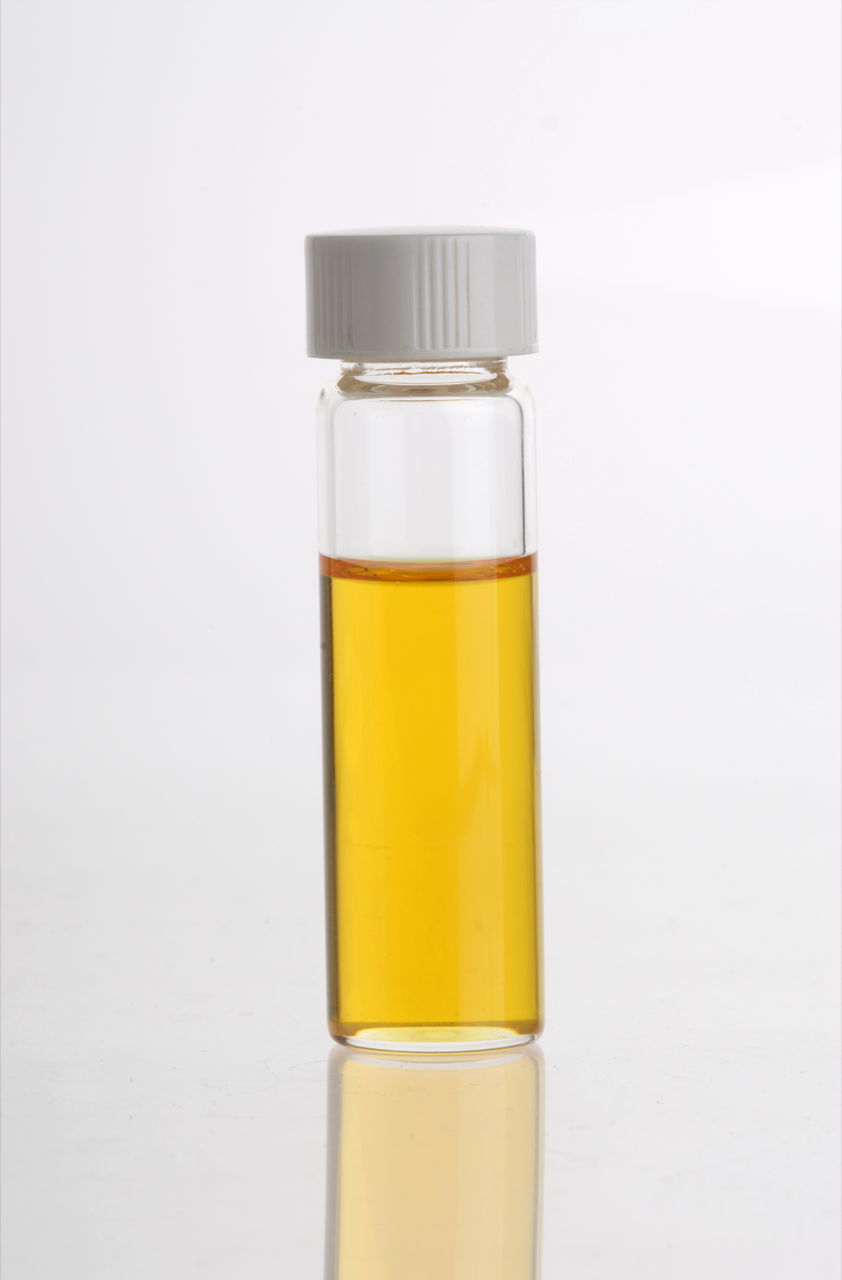
A római kamilla (Chamaemelum nobile) illóolaja

### Matricaria chamomilla
A német kamilla illóolaját felhasználják az élelmiszeriparban ételízesítőként, ételszínezékként, valamint vermutok gyártásához; az illatszeriparban parfümök készítéséhez; a kozmetikai iparban haj- és bőrápolószerek előállításához; a gyógyászatban és a népi gyógyászatban pedig emésztés megkönnyítésére, enyhe nyugtatóként, gyulladásgátlónak, megfázásos panaszok és hörghurut enyhítésére, elsőfokú égési sérülések és felfekvések kezelésére, valamint aromaterápiához, masszázshoz, fürdővízhez adva.

### Chamaemelum nobile
A római kamillából kapott illóolajat felhasználják a gyógyszerészetben, az élelmiszeriparban, a kozmetikai- és az aromaiparban is.

## Farmakológiai hatásai

### Matricaria chamomilla
A kamillaolaj antimikrobiális hatását több kutatás is vizsgálta, melyek vegyes képet mutatnak. Bizonyos baktérium- és gombafajok ellen hatásosnak, míg más fajok ellen hatástalannak bizonyult. Emellett több olyan kutatást is végeztek, ahol egymásnak ellentmondó eredmények születtek. Például a Staphylococcus aureus baktériumfajon végzett kísérletek során két esetben megállapították, hogy a kamillaolaj hatástalan, két kísérletben mérsékelt, két másik kísérletben pedig viszonylag erős hatást mértek. Ennek az ellentmondásnak egyik lehetséges oka az eltérő forrásból származó kamillaolajok változó összetétele.
Mivel az illóolajok a lipofil jellegük miatt vízben csak elenyésző mértékben oldódnak, ezért vízalapú környezetben nehéz őket antimikrobiális célokra hatékonyan alkalmazni. Az egyik módszert a hatékonyságuk növelésére az illóolaj emulgeálása jelenti, mely során a két egymással nem keveredő fázis (víz és illóolaj) egy adott segédanyag hozzáadásával képes lesz az elegyedésre. Ezt az elvet követve az egyik kutatásban Pickering nanoemulziót hoztak létre 20 nanométeres Stöber szilika részecskék hozzáadásával, mely részecskék a két folyadék elkeveredett állapotának megőrzésére, stabilizálására szolgáltak. Az így létrehozott illóolaj-tartalmú emulzió hatékony szernek bizonyult a kísérletben tesztelt baktériumok és gombák ellen (Escherichia coli, Pseudomonas aeruginosa, Bacillus subtilis, Staphylococcus aureus, Streptococcus pyogenes, Schizosaccharomyces pombe, Candida albicans, Candida tropicalis). A tanulmányban a kamillaolaj etanolos oldatának, illetve a hagyományos felületaktív anyaggal (poliszorbát 80) előállított illóolajos emulziónak is megvizsgálták a mikrobaellenes hatását, de ezek nem érték el a Pickering emulzió hatékonyságának szintjét.
A német kamillából nyert illóolaj mérsékelt antioxidáns jelleget mutatott in vitro körülmények között.
Az egyik tanulmányban meggyőző atkaölő hatásáról számoltak be közönséges takácsatka ellen.

### Chamaemelum nobile
A római kamilla illóolajának baktériumellenes hatásával több kutatásban is foglalkoztak. A kísérletek során mérsékelt, közepes, illetve jelentős antibakteriális hatást mértek.
Gombafajok elleni aktivitásával szintén foglalkozott több publikáció is, melyekben mérsékelt, illetve közepes antifungális hatást mértek in vitro körülmények között.
A római kamillából nyert illóolaj antioxidáns hatás tekintetében eltérő eredményeket mutatott. Az egyik kutatásban erős, egy másikban középszerű hatás mértek, egy harmadik kutatásban pedig nem sikerült antioxidáns jelleget kimutatni.